# Wolfgang Lüttges
Wolfgang Lüttges (* 1. August 1950 in Krefeld) ist ein ehemaliger deutscher Fußballspieler.

## Werdegang
Lüttges begann seine Profilaufbahn in der Fußball-Regionalliga West bei Bayer 04 Leverkusen, für die er 10 Tore in 46 Spielen schoss. Er wechselte 1972 von Bayer 04 Leverkusen zu Bayer 05 Uerdingen. Mit den Krefeldern spielte er in der Regionalliga, dann in der neu geschaffenen 2. Bundesliga. Unter Trainer Klaus Quinkert erzielte er in der Saison 1974/75 14 Treffer und war damit erfolgreichster Torschütze seines Teams vor Peter Falter und Friedhelm Funkel. Zu Saisonende landete Lüttges mit seinen Mannschaftskollegen auf Platz zwei in der Nordstaffel hinter Hannover 96. Dadurch rückte der Aufstieg in die Bundesliga für die Werkself in greifbare Nähe. Für den Aufstieg war eine Relegationsrunde gegen den Zweiten der Südstaffel, den FK Pirmasens, notwendig. Das Hinspiel endete 4:4, Lüttges erzielte zwei Treffer. Das Rückspiel gewann Uerdingen vor heimischer Kulisse mit 6:0; Lüttges erzielte das 5:0, damit war der Aufstieg perfekt. Insgesamt bestritt er 101 Spiele für die Krefelder, in denen er 36 Tore schoss. Trotz des Aufstieges wechselte Lüttges zum Mitaufsteiger Hannover 96. Hannover landete in der Abschlusstabelle vor Lüttges' altem Arbeitgeber, stieg aber trotzdem ab.
Die beiden folgenden Jahre spielte er in der 2. Bundesliga, danach kehrte er nach 86 Spielen und 24 Toren für die Roten zu Bayer zurück. In der Saison 1977/78 wurde er mit 22 Treffern Fünfter der Torschützenliste und trug somit zum Erreichen des zweiten Platzes und der anschließenden Aufstiegsrunde bei. Dort wurde die SpVgg Bayreuth bezwungen, Lüttges schaffte somit zum zweiten Mal den Aufstieg in die Bundesliga. Während der folgenden Bundesligasaison wechselte er bereits nach kurzer Zeit nach fünf Spielen zu Viktoria Köln, wo er die Saison mit 23 Spielen und neun Toren beendete, dann ging er zu Viktoria Goch und spielte dort bis 1986.